# 花の魔法使いマリーベル
『花の魔法使いマリーベル』（はなのまほうつかいマリーベル）は、1992年2月3日から1993年1月18日にかけて、テレビせとうちを制作局としてテレビ東京系列局などで放映された魔法少女アニメ。全50話。葦プロダクション制作。

## 概要
本作は、葦プロダクション制作の魔法少女アニメ第3弾。監督の遠藤徹哉（後に「えんどうてつや」に改名）にとっては2作目の監督作品である。花の魔法使いマリーベルと、相棒の妖精タンバリンが、南欧風の架空の港町サニーベルを舞台に活躍する物語である。「人間と自然との共生に大切なものは、夢を信じ大切にする純粋な心」というのが本作の語るテーマである。
アニメーション製作は葦プロの外注班である、スタジオジャイアンツが担当している。企画スタート当初、既に『花の魔法使い』とのタイトルや、キャラクター原案の大貫健一が描く「帽子に花がついた少女のイラスト」の提示案があり、これを元に、遠藤の第1作目監督作品『ジャンケンマン』のような子供向け作品として制作が進められた。スポンサーであるバンダイからは、「内容は任せるが、玩具としてステッキとタンバリンを販売したい」との意向を受けており、ここから逆算して各キャラクターを創出・配置していく方法がとられた。
また、遠藤監督が嗜好する『メリー・ポピンズ』のモチーフを本作に取り入れることにより「子供たちの夢をかなえつつ、大人もかつて抱いていた大切な何かを思い出す」という基本のコンセプトが完成し、それは本作のラストまで貫かれている。セリフでは説明的で長くなってしまう要素を明確に伝えるためBGMに歌詞をつけミュージカル仕立ての展開を取る手法も本作の特徴で、主要キャラの声優は歌唱経験のある役者から選ばれている。
一回目の全話DVD化の際に添付された作品解説書では「本作のテーマを視聴対象である幼児・児童向けにわかりやすく丁寧に描いており、本格的子供向けアニメとして作られていることが理解できる」旨の解説が述べられている。その意図通り、本作は魔法少女アニメの本来のターゲット層である子供たちからの大きな支持を獲得し、後に劇場版や、本作のキャラクターを用いた児童向けの交通・防災関連の教育アニメが作られている。

## 本作の特色
本作は『魔法使いサリー』に代表される「異世界の魔法少女が人間界に訪れる」という旧来的なパターンを踏襲した作りになっているが、従来の作品群に比べて大きく異なる趣を持っている。その大きな要因は、魔法少女アニメ本来の訴求対象である年少者層の中でも、幼稚園児から小学校低学年辺りの低年齢層に向けた作品として作られており、ストーリーのプロットや主要キャラクターの配置が、魔法少女アニメとしては珍しく特異な位置づけで描かれているところにある。具体的には、魔法少女が主役でありながらも主人公自身がエピソード展開の中心に立たず、主人公の周囲を取り巻く年少の子供たちもしくは大人たちを物語の中心に据え、彼らが直面する問題や事件、舞台となる町にまつわる事件に主人公が介入して解決に導いていくというプロットとなっている点である。
また、同プロダクション制作の『魔法のプリンセス ミンキーモモ』『魔法のエンジェルスイートミント』と同様、主人公マリーベルにも人間界にやってきた動機は存在しているが、前述の2作と異なり「主人公が果たすべき使命・目的を持つ」という旧来型の魔法少女アニメの定番の要素が物語全体の根幹的な部分に根ざしていない。それと同時に、劇中で主人公の使命や目的達成を掲示する状況設定や演出が存在しておらず、主人公の持つ目的や行動の動機が前面に押し出される形で描写されていない。これにより、個々のエピソードの積み重ねによって作品全体のテーマをさりげなく掲示すると共に、マリーベルの存在を子供の視聴者にとって身近で親しみやすいキャラクターとして印象付けている。
つまり、本作は「魔法少女＝視聴者である子供の願望の体現者（感情移入の対象）」「何らかの果たすべき使命を持つ」という王道的な要素を取り入れておらず、主人公マリーベルが特別な力を持ちつつも周囲に取り巻く子供たちと同等の存在として扱われ、本来の視聴者層である子供たちにとっての「等身大のお友だち」「困った時の良き相談相手」といった位置づけで描かれているのである（なお、主人公の友人ないし周囲のごく少数の大人が主人公の正体を認知しつつ受け入れているという図式は前作『スイートミント』から取り入れられている）。
各エピソードの枠組みに関しては、魔法や妖精の存在といった幻想的な要素を扱いつつも日常離れしたスケールの大きな事件は基本的に起こることはない。あくまで主人公と子供たちの周囲で起きる身近な出来事を物語の主体としており、日常のすぐ傍に存在する不思議な世界との交流を通じて「自然と人との共存」というテーマを描くという姿勢で一貫している。

## ストーリー
サニーベルの街に住む幼い姉弟ユーリとケンは、お隣のローズおばあちゃんから借りた、魔法使いが活躍する童話絵本「マリーベルの絵本」が大好き。町外れの丘の上で仲良く絵本を読み終えた後、両親の営む花屋に客が来ないことに心を痛めていた二人は「マリーベルがいてくれたらなあ…」とつぶやいた。そんな時、まばゆい光と共に2人の足元に咲いた一輪の花の中から、マリーベルという名の不思議な少女が相棒の妖精タンバリンと共に現れる。彼女は自らを「花魔法界からやってきた花の魔法使い」だと名乗り、たちまち二人の願いを魔法で叶えてしまう。その後、マリーベルはサニーベルに住み着いてユーリたちや他の子供たち、町の住人らと徐々に仲良くなり、一人前の魔法使いになるべく花魔法の力で人々に様々な夢や希望を与えながら楽しく過ごしていく。
やがて、妖精ハンター、ジートの恩師であるシェルボー教授が妖精の捕獲を目論んで強引に実行した都市開発計画により、花魔法界の守護神的存在である「聖なる樹」との争いが起こり、地球上からありとあらゆる植物が消えうせるという一大事に発展、地球が滅亡の危機に立たされてしまう。聖なる樹の暴走を阻止すべく立ち向かうも、争いの末に魔力を使い果たし花魔法界で眠りについたマリーベルは、ユーリ、ケン、そして彼女の復活を願う人々の思いと夢見る心の力により魔法の力を取り戻して目覚める。そして、聖なる木と争うのではなく対話することを選び、人々との交流と触れ合いによって聖なる木の怒りを鎮めようと試みる。その中で、己の野望を果たさんがために草花や木を邪魔者とみなしていたシェルボー教授は、忘れ去っていた自然との触れ合いの過去を思い出し、改心する。人間を憎んでいた聖なる木も、人と自然はお互いにかけがえの無い存在同士であることを忘れ去っていた自分に気づき、人間たちと和解して花魔法界へと帰って行った。
こうしてサニーベルの町と世界の危機を救ったマリーベルは、フラワーハウスの庭いっぱいに人々の心の花を咲かせることに成功し、花魔法界の女神フローリアから一人前の魔法使いと認められる。そして人と自然がいつまでも共存できるよう見守り続けるため人間界に残り、人間たちと共に仲良く暮らしていくのだった。

## 登場人物

### 花の魔法使い
マリーベル・フォン・デカッセ
声 - 本多知恵子
ユーリとケンの願いを聞き届け、花魔法界から人間界へやってきた魔法使いの女の子。本作の主人公。
魔法の花びらに働きかけて発動する花魔法の使い手で、肩書きは「花の魔法使い」。実年齢50万5歳、人間年齢換算5歳。口癖は「マリーベルにお任せよ!」。
人間界への来訪は一人前の魔法使いになるための修行も兼ねており、ユーリたちの願いを叶えた後、町外れの丘の上にフラワーハウスを建ててサニーベルの町に定住し、人々の夢や幸せ、そして人と自然との良い関係を守るべく花魔法の力を駆使しながらみんなと仲良く楽しく過ごしていく。
性格は明るく朗らかで社交的。特に、人間の目に見えない不思議な存在を信じ夢見る心を持つ人や自然を愛する人には大人子供問わず友好的に接する。反面、ジートやシェルボー教授のように悪意を持って自然を脅かそうとする人間に対しては怒りをあらわにするが、過ちを認め素直に心を入れ替えれば快く許し、自分を疎んじる人であっても分け隔てなく受け入れる心の広さと他者を深く思いやる優しさを併せ持っている。また、ユーリたちの父親の知り合いのゲームデザイナーが抱える悩みを察したり、多忙な親に滅多に合えない寂しさを抱えるビビアンの心情を察し無理解なバートの横暴な態度に怒りをぶつけた りと、幼い身ながら人の心の機微に敏感である。
大好きな草花や木、そこに住む生き物たちをとても大切にしており、植物や動物と会話できる他、動植物たちや妖精が助けを求める声を遠くからでも聞き取ることができる。人間よりはるかに長命だけあって花魔法界で顔が広く、地上に住む植物たちや妖精や幻獣たちにも多くの知り合いがおり、自然の営みと妖精との関わりや植物についての知識が豊富。
大人びた一面の一方、人間でいえば5歳児と同等であるため年相応の子供らしく精神的にはまだまだ幼い。相当に不器用らしく、50万年も生きているにも拘らず家事全般が不得手で全て相棒のタンバリン任せにしている。寝坊癖が抜けなかったり、タンバリンがいない時には部屋がぐちゃぐちゃに散らかっていたりと、プライベートはかなりだらしない。おてんばかつおっちょこちょいな一面もあり、ドジを踏んだり魔法を失敗することもある。
彼女が生まれた時期は人類が誕生した頃に相当するため、地球上のあらゆる生き物の夢見る力を糧とする花の魔法使いの中では、人間の夢を一番多く受け取っている。ユーリとケンの前に姿を現したのも、マリーベルの絵本を通じて2人から誰よりもたくさんの夢をもらったからである。

タンバリン
声 - 坂本千夏
シーリーコート（良い妖精の総称）に属するパンジーの妖精で、マリーベルの相棒。色は空色。外見からよくナスのお化け呼ばわりされる。
妖精はその存在を信じない人間の目には見えないが、なぜか妖精と本格的に出会う前のユーリとケンや妖精の存在を信じていない子供、その他の大人たちの目にも普通に見えており、魔法道具がなくても言葉で人間と意思疎通することが可能。体は伸縮自在で膨らませたり伸ばしたりして自由に体形を変えることができる。
口やかましく負けん気の強い性格で少々口が悪く、デリカシーに欠けるところもある。1日に3度はお風呂に入らないと気が済まず、お掃除好きの星の妖精ポーラと張り合うほどのきれい好き。
普段はマリーベルが持つ「マリーベル・タンバリン」の中を住処としているが、日中はマリーベルの髪の中に隠れていることの方が多い。
かつて、赤ん坊だったマリーベルがその手で摘んだパンジーの花から生まれ、花魔法界の掟に従って共生の契約を結んで以来、50万年間マリーベルと寝食を共にしてきた。家事一切が不得手なマリーベルに代わって家の仕事の一切を任されており、常日頃だらしない彼女に辟易しつつ赤ん坊の頃から共に育ってきた彼女の身を常に案じている。負けん気が強い一方、責任感も強く、いざという時には身を挺してみんなを助け、事件を解決すべく単身動くこともある。
頭部の花びらは花魔法を使う際に魔力を帯びた魔法の花びらに変化し、花びらから放出される魔法力でマリーベルの変身を手助けする。また、花魔法は彼の協力なしでは使うことができず、お互いの心が離れてしまうと魔法を使用できなくなってしまう。マリーベル曰く「私たちは2人そろって1人前なの」。

### マリーベルのお友達
ユーリ
声 - こおろぎさとみ
ケンの姉。8歳。しっかり者で面倒見のよい優しい女の子。妖精や魔法使いなどの空想の存在を信じる純粋な心の持ち主。読書や絵を描くことが大好きで、素敵な王子様との出会いを夢見るロマンチストでもある。母性的な一面も持ち、植物や動物たち、幻想世界の生き物たちに深い愛情を注ぐ。
弟ケンと共にマリーベルと出会ってからというもの大の仲良しになり、以来、本当の兄弟のように連れ立って遊ぶようになる。

ケン
声 - 折笠愛
ユーリの弟。5歳。元気で好奇心旺盛な男の子。年齢上はマリーベルと同い年に当たるが、背丈は彼女より低い。運動は苦手ですこし甘えん坊。臆病なところもあるが、いざという時には勇気を振り絞って目の前の出来事にぶつかっていく根性も持ち併せている。リボンと仲良し。

リボン
声 - 三石琴乃
ローズが飼っている子犬。性別はオスだが、名前のとおり赤いリボンを付けているため、よくメスと間違えられる。また、犬にも拘らずキャットフードが好物。
ユーリ姉弟と仲が良くいつも一緒に遊んでおり、マリーベルにも懐いている。

ボンゴ
声 - 佐藤智恵
サニーベルに住む男の子。大柄な体格。パン屋の息子。惚れっぽい性格で、ユーリやマリーベルに気があるほか、かわいい女の子を見るとすぐ反応する。
ガキ大将的な見た目だが性格は乱暴ではなく、どちらかというと気の強いビビアンに押されている。母親思いの一面も持つ。
当初は妖精や魔法使いの存在を信じていなかったが、マリーベルと出会ってから間もなく目に見えない不思議な存在を信じるようになる。

タップ
声 - 三石琴乃
サニーベルに住む男の子。そばかす顔で帽子をかぶり、いつもボンゴと一緒に行動している。冷静な性格で、ボンゴのツッコミ役。
ボンゴ同様、マリーベルとの出会いを通じて早期に不思議なものの存在を信じるようになる。
子供たちの中では唯一、家族構成や家庭環境が明らかになっておらず、彼個人をメインに据えたエピソードも作られていない。

ビビアン
声 - 矢島晶子
バートの孫娘。甘やかされて育ったため、我がままかつ意地っ張りで意地悪な性格。
ボンゴとタップを率いて悪戯ばかりしているトラブルメーカーだが、それは仕事で忙しい両親とめったに顔を合わせることができない寂しさの裏返しでもあり、根は純粋で優しく、子供らしい夢見る心も持っている。
当初はマリーベルによい感情を持たず、現実主義者で怒りっぽい祖父バートの影響もあって魔法や妖精の存在を頑なに否定し続けていたが、不思議な出来事の実体験を通じて徐々にマリーベルに心を開き、憎まれ口を叩きつつ行動を共にするようになる。そして夢見る心を素直に口に出すようにもなっていく。

### サニーベルの大人たち
タクロー
声 - 小野健一
ユーリとケンの父。以前はゲームデザイナーとしてゲーム会社に勤めていたが、脱サラしてサニーベルへ移り住み『フラワーショップ・マリーベル』を開いた。のんびり屋で少々気弱だが子供たちをしっかり見守っている。目に見えない不思議な存在に対しても理解はあり、魔法使いであるマリーベルのことも正体を知った当初は驚いたものの、子供たちの良き遊び相手として穏やかに受け入れており、家族そろっての外出にも快く同伴させてあげている。妖精や空想の生き物たちの存在を目の当たりにした際も否定することなく受け入れ、童心に帰ったように興味関心を示すこともある。
また、いざという時には子供たちの直面した問題の解決のため、保護者として知恵を貸すこともある。

レミ
声 - 玉川紗己子
ユーリとケンの母。夫のタクローと共にフラワーショップを切り盛りしている。優しく聡明な母親であり、てきぱきと仕事をこなすしっかり者。タクローと同じく、マリーベルや目に見えない不思議な存在のことを受け入れている。

ローズ
声 - 京田尚子（幼少時 - 第2話：横山智佐 →35話：西原久美子）
ユーリとケンの家の隣に住んでいる、一人暮らしのおばあさん。穏やかで優しく、お菓子作りが得意。老いてなお、魔法使いや妖精の存在を夢見る純真な心を失わず、幼少時から大切にしていた「マリーベルの絵本」の主役であるマリーベルに会いたいと思い焦がれてきた。ユーリとケンに絵本を貸したことで遅まきながら夢が叶い、憧れのマリーベルと親交を結ぶことになった。また、草花や木々を深く愛しており、自宅の見事なバラの庭園で子供たちを招いてよくお茶会を開いている。
良き理解者として常に暖かな眼差しで子供たちを見守っており、子供の心を理解しようとしないバートに嘆息している。

バート
声 - 西村知道（幼少時 - 山口勝平）
ビビアンの祖父で、ローズの幼馴染。頑固で短気な人間嫌いで、かなりの意地っ張り。町中の子供たちに対して怒鳴り散らしているため快く思われておらず、孫のビビアンにも恐れられている。幼少時のトラウマから花が大嫌いな他、妖精といった不可思議な存在や世の中に起きる不思議な現象を一切信用しない現実主義者でもあり、いい年をして妖精を追い続ける甥のジートに憤慨している。
マリーベルの活躍で花嫌いが治った以後も彼女のことを快く思わず草花に対する邪険な態度も相変わらずであったが、聖なる樹を阻止すべく立ち向かったマリーベルの言葉を聞いて考えを改めるようになり、大切な友達を失って悲しむユーリたちに心境の変化を吐露して慰めた。
最終回エンディングではローズの自宅の庭で一緒にお茶をしており、道行く子供たちに穏やかな笑顔で手を振っている。

ジート
声 - 松本保典 (第10話、17話)→辻谷耕史(第24話～)
バートの甥。妖精ハンター。28歳独身。口癖は「うんうん」。
幼い頃に迷い込んだとうもろこし畑で妖精に助けられた経験を持つが、嘘つき呼ばわりされたため妖精を捕まえてその存在を証明しようとしている。根底には「目に見えない不思議なものの存在をみんなに理解してもらいたい」という純粋な思いがあり根っからの悪人ではない。しかし、目的に固執するあまり「妖精を金で売る」「妖精を捕まえて有名になる」といった俗悪な発想を平然とするようになってしまっており、犯罪行為もいとわぬ強引なやり口が原因でマリーベルたちの反感を買う。
タンバリンをさらおうとして懲らしめられた後も妖精やマリーベルの正体を巡って懲りずに騒動を巻き起こすが、後に恩師シェルボー教授の企みを知ってショックを受け、再会したとうもろこし畑の妖精に過ちを諭されて改心する。以後、妖精の存在を純粋に信じる大人の1人として子供たちの良き友となった。
後にキューピッドの導きによって女子アナウンサーのマギーと相思相愛の仲となり、最終回のEDでめでたく結ばれた。

ブラ
声 - 塩屋浩三
サニーベルの警察官。小太り、ビン底メガネ。マリーベルの魔法を幾度も目撃している。その度に相棒のノッポに訴えるが信じてもらえないというやり取りがほぼ毎回のお約束となっている。

ノッポ
声 - 長島雄一
サニーベルの警察官。名前通り背が高く、のんびり者。常にブラと行動を共にしているが、マリーベルの魔法をいつも見逃してしまい、ブラに対して呆れ顔でツッコミを入れている。

マギー・エーデルワイス
声 - 池本小百合
サニーベルテレビの女子アナウンサー。サニーベルで起こるニュースをさわやかな笑顔で届け、時には自ら現場レポートを行ったり、番組やイベントの司会でも活躍している。何かとマリーベルらと現場で顔を合わせることも多く、顔見知りになっている。

シェルボー教授
声 - 神山卓三
サニーベル大学の教授。ジートの恩師でもある。表向きは生物学者であり妖精学の権威。人格者としても有名であるが、実は妖精を捕まえて解剖しようと企む妖精ハンター。妖精の瞬間移動を阻止する網や虫かごを製作するなど、マッドサイエンティストな面も併せ持つ。
最終3話では、妖精たちをおびき出すべく都市計画開発によって草花や木の迫害を始め、地球を未曾有の危機に晒してしまう。
そんな彼も、子供の頃は自然を愛する純粋な少年であり、マリーベルの手引きによってその過去を思い出した後、己の過ちに気づいて改心し聖なる樹と和解した。
最終回エンディングでは、大学の講義室に草花を生けた花瓶を置いており、再び自然と親しむようになった姿が描かれている。

### マリーベルの家族
パパベル・フォン・デカッセ
声 - 速水奨
マリーベルの父。人間界では天才マジシャンとして名を馳せている。常に穏やかで紳士的な性格。
魔法の呪文は「パパリン、ベルルン、ランランラン」。

ママベル・フォン・デカッセ
声 - 島本須美
マリーベルの母。人間界では「お菓子作りの妖精」と呼ばれる天才料理家として名を馳せており、ローズやレミも彼女のファン。夫婦で世界中を旅行しながら、人々に夢を与えている。
魔法の呪文は「ママリン、ベルルン、ルンルンルン」。

ジジベル
声 - 緒方賢一
マリーベルの祖父。普段は北極に住んでおり、実はサンタクロース。高齢なため身体能力の低下が著しく、それが原因でマリーベルと会う度に騒動を起こしている。アイドル・ミッチーの大ファン。
魔法の呪文は「ジジリン、ベルルン、ジンジンジン」。

ババベル
声 - 丸山裕子
マリーベルの祖母。口癖は「ほんにほんに」。高齢で身体能力の低下が著しいジジベルを支えるしっかり者。

### 花魔法界
聖なる樹
声 - 富田耕生
全ての花や木を見守る守り神で、花魔法界中心部にはるか大昔から立ち続け花魔法界の住人たちの憩いの場ともなっていた巨木。シェルボー教授の都市開発計画によって迫害された自然の声を聞きつけ、地上の全ての緑を花魔法界に退避させるべくサニーベルの町に姿を現した。
花魔法界と人間界双方の自然を長きに渡って見守り続けてきたが、いつしか自然を脅かそうとするようになった人間に強い憎しみを抱くようになり、人間が地球ごと滅びてしまえばいいとすら思うようになってしまった。怒りに我を忘れ、人間界への出現を止めようとした花の魔法使いたちを独り残らず体内に吸収し、花魔法界をも荒廃に追い込んでしまうほどに見境がなくなっている。シェルボー教授の行動と傲慢な態度に怒りを膨らませた末に暴走を加速させ、世界中のあらゆる緑を奪って肥大化していく。
人と自然の共存を訴えるマリーベルと対立し、一度は彼女の魔法を打ち破って敗北に追い込むが、眠りから目覚めたマリーベルの手引きで人々と対話した末に己の過ちに気づき、人間たちと和解して花魔法界へと帰っていった。

フローリア
声 - 玉川紗己子
自らを花魔法界の心と名乗る、薄い絹衣をまとい花の冠をかぶった女神のような姿の女性。
聖なる樹の説得に力尽き、吸収されそうになったマリーベルを花魔法界へ退避させ、ユーリとケンを花魔法界に導いてマリーベル出生の秘密と復活の方法を伝える。その後、事件を無事解決に導き世界を救ったマリーベルを一人前の魔法使いと認めた。

## 用語解説

### 花魔法界
マリーベルの故郷。自然豊かで花が咲き乱れる世界。悪意ある人間の侵入を防ぐため人間の来訪は基本的に許されていない。花の魔法使い、妖精、そしてフェニックス等の幻獣といった空想世界の存在と言われる者たちが平和に暮らしている。人間の世界に見られる国の仕組みの有無は不明だが、花や木を守る神のような存在である「聖なる樹」や、花魔法界の心と言われる「フローリア」といった、神秘的な存在は描写されている。人間界と花魔法界での時間の流れの違いなどについての言及は特に無い。
マリーベルたち花の魔法使いは、花魔法界上空に多数滞空している浮遊島に自宅を構えている。

### 花の魔法使い
花魔法界の住人 で、花魔法を操る力を持つ種族。魔法の力で人間界の人々に夢や希望を与えることを使命としており、マリーベルや彼女の両親のように素性を隠して人間界で活動している魔法使いたちもいる。

人間界のあらゆる生き物の夢見る力から生まれた存在であり、夢の力を自身の魔力の源としている。また、花の魔法使いにとって夢の力は生きる糧でもあり、魔法力を使い果たすと人間界に留まることができなくなってしまい休息のため花魔法界で長い眠りに着くことになる。
第10話の終盤ではジートが本を読んでマリーベルの正体が花の魔法使いであること察していることから、花の魔法使いたちの存在は伝承のような形で人間界側にも伝わっている模様である。

### 花魔法
花の魔法使いたちが使う魔法。魔法の花びらの力に働きかけて発動するもので、花の魔法使いとパートナーの妖精が互いに協力しあって行使する。しかし、互いの心が離れていると魔法が発動せず変身することもできなくなったり、魔法の効果が切れてしまったりする。
劇中では、マリーベルが魔法に失敗した際、手に負えないと見てタンバリンが逃げ出すことで変身が切れる描写がある。そのほかにも、仲違いしたことにより魔法が使えなくなったり（第6話）、ジートにタンバリンをさらわれた際も同様の状況となった。（38話）また、マリーベル・タンバリンを手元から失った場合にも花魔法を使えなくなり、花の魔法使い以外にも魔法を使える者（劇中では魔女）の手に渡ると花魔法を悪用される恐れが生じる（45話）。

### マリーベルの花
マリーベルを象徴する5枚の花びらを持つピンク色の小さな花で、人間界では伝説の花として言い伝えられている
「マリーベルに助けて欲しい」と心から願った人の足元に一輪だけ咲き、花を介してマリーベルが召喚される（「マリーベルの絵本」の中でも、花の中からマリーベルが現れる描写がある）。
第1話冒頭では「マリーベルの力で花屋を繁盛させて欲しい」というユーリたちの願いによってこの花が咲きマリーベルが現れた。
第30話では、森に迷い込んだビビアンがデビルフラワーに襲われた妖精モーリィを助けて欲しいと強く願いながらマリーベルに呼びかけたことで花が咲き、モーリィのいたずらで森の中に入れなくなっていたマリーベルを呼び寄せた（この際は咲いた花がビビアンに授けたマリーベル・コンパクトを介した瞬間移動によって召喚された）。
マリーベルが花魔法使いに変身する際もマリーベルの頭にこの花が咲き、衣装チェンジ後に頭についたリボンのワンポイントとなるが、変身が解けるとつぼみとなって消えてしまう。
また、聖なる樹との争いで力尽き花魔法界に戻ったマリーベルは、夢の力を使い果たしてマリーベルの花の中で眠りに着いた。
マリーベルの絵本の表紙にはこの花を模った紋章が描かれているほか、マリーベル・タンバリンの円状のプレートの中央やマリーベル・コンパクトの蓋にもこの花の花びらを象ったレリーフが設えられている。ほかにも、ステッキの先端のつぼみ上の飾りが魔法発動時に開いた際の形状もマリーベルの花の形状を模したものとなっている。
また、花魔法界の心ことフローリアが身に着けている花の冠の前面にもマリーベルの花がついているが詳細は不明。

### マリーベルの絵本
ローズが子供時代から大切にしていた絵本。「森で迷子になった幼い姉弟ジェーンとマイケルが、花の魔法使いマリーベルに助けられ、無事両親の家に帰る」というお話。本の表紙にはマリーベルの花の紋章が描かれているだけで、正式な題名や著者名は不明。このため劇中では一貫して「マリーベルの絵本」と呼ばれている。
絵本の持ち主であるローズ、そしてユーリ、ケン、リボンもこの絵本が大好きで、マリーベルはこの絵本を通してユーリたちの前に現れた。
また、フラワーショップの店名の由来もこの本で、「マリーベルが来てくれるかもしれない」という希望をこめてユーリとケンが命名している。
第27話の騒動で焼却炉に落ち損傷してしまうが、マリーベルによって修理され2冊に分けられた後、1冊がユーリたちの手元に残された。その際、ユーリたちの手に渡った方は登場人物がケンとユーリに書き換えられており、リボンも付け加えられていた。
誰がどういった経緯でこの絵本を書いたのか、どういう経緯を経てローズの手に渡ったのかや、マリーベル本人とこの絵本の関係についても作中では明らかにされていない。

### その他の世界
本作には、花魔法界以外にもさまざまな空想上の世界が登場し、それにまつわる事件をマリーベルらは解決していった。
- 妖精界

人間界の自然の中に住む妖精たちによって形成されている妖精の世界。妖精たちが自然の営みを守るための仕事をこなし、桜祭りや秋の収穫祭を力を合わせて行う姿が描かれた。
花魔法界への人間の来訪はタブーとされつつユーリたちの来訪が咎められる様子はなかった一方、32話でマリーベルがユーリたちを伴って妖精界を訪れた際には妖精の長老に叱られている。
- 星の世界

星座たちが生き生きと生活している世界。星空の管理人を務める星の妖精の少女ポーラの故郷で、彼女が地上へ落ちてきたことで星が見えなくなってしまった。
- 人魚の世界

南の海と、北の海にそれぞれ人魚の国があり、人魚の赤ちゃんが地上に迷い込んできてしまった。
- 月の世界

ウサギの妖精が王国を築いている。地上の全ての男女に愛の力を与える役目を持つ王様とお妃様の喧嘩の影響が地球に波及し、人間界の全ての夫婦の間にいさかいを起こしてしまった。
- 雪の世界

はるか上空にある雪原の広がる世界。雪の精霊スノーンが住む。ケンと仲違いしたユーリのつぶやきを真に受けたスノーンにより、ケンがさらわれる事件が起きた。
- 宝石の世界

自然界の全ての物質が宝石でできた世界。青い宝石の中に存在し、アライグマの住む村、地下に住むモグラの女の子モリリンの掘り進めた地下洞窟、魔女クリスの住む宮殿がある。クリスにマリーベル・タンバリンを奪われる騒ぎが起きた。
- ユニコーンの国

はるか上空の雲の上にあるユニコーンたちが棲む浮遊島。人間に騙された怒りと絶望から二本角と化し、心を閉ざして石化したユニコーン、モールが眠っている。

## マリーベルの魔法の使い方
マリーベルの魔法は大きく分けて、マリーベルタンバリンから取り出す魔法道具と、魔法道具よりも効力が大きい代わりにタンバリンの協力による変身が必須の花魔法の2つに分かれる。魔法自体は万能型であるが、マリーベル自身に効果をもたらす魔法（大人や他人への変身など）は存在せず、嫌がる人や心を閉ざしている相手に対しては魔法は効力を発揮しない。また魔法をかけた本人でなければ魔法の効果を解除することはできない。
他人に見られてはいけない等の制限は特になく、魔法を見られたことによるペナルティなども存在しない
1.魔法道具
「マリーベル・タンバリン!」の掛け声とともにマリーベル・タンバリンを両の手のひらに出現させ裏側を叩きながら舞った後、取り出したい道具の名前を呼ぶと円状のプレートが回転し、中央の赤いプレートの部分から魔法の道具が出てくる。魔法の道具は基本的にこの形で使用するが、花魔法で出現させる道具も多い。
人混みなどの目立つ場所で道具を取り出す場合はプレートの中央を軽く叩きながら道具の名前を呼ぶことで取り出す。
2.花魔法
「マリーベルの花魔法！」の掛け声と共に魔法道具を出す時の要領で舞い、マリーベル・タンバリンから妖精のタンバリンを呼び出す。「はなまほー!」の掛け声と共に頭部に魔法の花びらを現出させたタンバリンが魔法力をマリーベルの全身に振りまき、マリーベルの頭にマリーベルの花を咲かせる。その後、全身が光に包まれると共にピンク色の花のドレスに身を包み変身が完了する。
このスタイルでは、フラワーステッキを用い魔法の花びらに働きかけて花魔法を発動することにより、魔法をかける対象に直接的に何かしらの効果を及ぼすことがメインとなるが、前述のようにステッキ以外の魔法道具を取り出して使用する場合も多い。

### 主な魔法の道具
劇中では様々な魔法道具が登場するが、その中でも特に使用頻度の高いものを記す。
マリーベル・タンバリン
花の形を模したタンバリン型の魔法道具。マリーベルの持つ魔法道具の中でも特に重要な主要アイテムで、中に数多くの魔法道具がしまわれている。また、これがないと花魔法が使えない(第45話では、タンバリン自体が魔法を発動するための道具として描写されている)。表側の円状のプレートの中央は花魔法界に通じておりタンバリンの住処にもなっている。本体についている取っ手を持つことで引っ張られるようにして空を飛ぶことができるほか、取っ手をひも状に伸ばし肩にかけてショルダーバッグ状にして持ち運べる。
フラワー・ステッキ（マリーベル・ステッキ）
花魔法を使う際に使用する魔法のステッキ。「マリリン・ベルルン・リンリンリン!」と呪文を唱えて魔法の内容を指定することにより、魔法の効果が表れる。この際、ステッキの先端が花のように開き、魔力のこもった魔法の花びらが放出される。
一旦魔法を発動した後に追加で魔法を使う際などには、呪文を唱えながら、もしくは直前の呪文を省略しかける魔法の内容を直接言ってから「はーい!」の掛け声と共に上空にステッキを掲げて発動する(この際は魔法の花びらではなく光の粒状の魔法力が放出される)。
フラワー・ハウス
マリーベルの自宅。花の魔法使いが一人一軒持つ花でできた魔法の家で、マリーベルの花にフラワーハウスの元を一滴垂らすと、小さな一軒家に変化する。建物自体が飛行能力を持ち、花魔法界と人間界を自由に行き来できる。フラワーステッキの力で離れた場所からフラワーハウスの飛行機能を作動させ、遠隔操作で家ごと呼び寄せることも可能。
見た目に比べて中は大変広く、中央にはフラワー・ドアという花の文様が描かれた複数のドアが存在する。家の周りにある庭は花びらが変形したもので、悪天候の際は台風避けモードの発動により閉じてつぼみになり家を守る。また、このほかにも防犯機能が完備されており、寝室の真上の展望台にある花のコントローラーで操作する。
元々は花魔法界の自宅の敷地内に存在する建物で、マリーベルの魔法によって人間界に転移してきたもの。そのため、花魔法界側での自宅の敷地は空き地になっている。庭には花魔法使いに夢や希望を与えられた人の数だけ花が咲くようになっており、自宅の庭を花一杯で満たすべく人間界で修行をすることが、マリーベルが人間界にやってきた動機のひとつとなっている。
聖なる木との争いの中で破壊されてしまうが最終回のエンディングで再建されており、庭がたくさんの花で満たされている様子が描かれた。
フラワー・ドア
前出フラワー・ハウスの一機能。家の中央に位置する広い部屋の中に複数存在する様々な種類の花が描かれたドア。ドアに描かれた花と同じ花が存在する場所へいける。（自生かどうかは問わない）更に頭の中で強く思い浮かべながらドアを開くことで、移動先、移動先で会いたい人を指定することが可能。ただし、基本的に花の存在する所にしか移動できない。
この部屋に行くドア及び中のフラワー・ドアに入るには、フラワー・オルゴールの中にしまったドアの鍵が必要。鍵の指輪を使ってオルゴールから取りだす。
また、このドアとは別に、豊かな薬草の生えた高原に繋がる「自然の救急箱」と称するドアもあり、こちらもドアの鍵で出入りする。
花馬車
花のつぼみが車体となっている馬車。馬車と言っても馬はなく自走する。地上のみならず、空中、水中、宇宙、さらには異空間や異世界、人の心の中など、どこにでも行ける万能車。
魔法の香水
香水を振り掛けると、身体のどこかにプロペラ状の花が咲き、楽しい事を思い浮かべることで自由に空を飛べるようになる。
第17話では妖精を捕まえようと企んだジートを遠ざけるために同様に香水を使って強制的にプロペラを生やし遠くへ吹き飛ばしているが、上記のものと同一のものかは不明。
マリーベル・コンパクト
魔法の力でテレビ電話のように通話ができる、チューリップを模った手のひら大のコンパクト。普段はペンダントヘッド大の大きさで鎖がついたネックレスの状態になっており、使いたい時に胸元に手をかざすとペンダントが首にかけた状態で出現し、ペンダントヘッドが大きくなってコンパクトになる。コンパクト以外の通信手段を持つ相手とも連絡を取り合える。
マリーベルのみ別のコンパクトを介して離れた場所へ瞬間移動することが可能。また、別の魔法道具と組み合わせて使うことで、相手の考えていることを鏡の部分に映し出すこともできる。連絡用にユーリに手渡され、ビビアンはマリーベルに助けを求めた際に咲いたマリーベルの花から授かった。

## テレビシリーズ主題歌
オープニング
『きっと出来るね!』
作詞 - 並河翔太、作曲・編曲 - 岩田雅之、歌 - 中嶋美智代
エンディング
『思い出にもなれない』 （前期）（第１話～第29話）
作詞 - 小倉めぐみ、作曲 - 都志見隆、編曲 - 渡辺格、歌 - 中嶋美智代
『思われている』 （後期）（第30話～第50話）
作詞 - 小倉めぐみ、作曲 - 都志見隆、編曲 - 新川博、歌 - 中嶋美智代

## OVA主題歌
OP『私! マリーベル』
ED『とっても素敵 マリーベル』
作詞 - 遠藤徹哉、作曲・編曲 - 石黒孝子、歌 - 本多知恵子
オープニングテーマ『私! マリーベル』はテレビシリーズ45話の挿入歌として使用された。
エンディングテーマ『とっても素敵 マリーベル』はテレビシリーズ第1話及び最終回のエンドテーマのほか、番外編の教育用ビデオ「マリーベルの交通安全」「マリーベルの火の用心」でも使われた(そちらは映像の内容に沿った替え歌となっており、役柄に扮したメインキャストたちのコーラスとなっている)。

## スタッフ
- 企画：大西良昌（ビックウエスト）、佐藤俊彦（葦プロダクション）
- 制作：土田民也（ビックウエスト）、加藤博（葦プロダクション）
- シリーズ構成：小山高生、三井秀樹
- 企画協力：ぶらざあのっぽ
- キャラクター原案：大貫健一
- キャラクターデザイン：金津賀哲
- 美術監督：地蔵本拓嗣
- 音響監督：田中英行
- 撮影監督：菅谷信行
- 音楽：石黒孝子
- 音楽プロデューサー：沼田講治（フリースタッフ）
- マニピュレーター：矢田部正
- 主題歌制作：渡辺有三、羽鳥享
- 音楽宣伝：佐々木幸弘
- 文芸担当：赤堀義浩
- 制作担当：安部吉晴
- メイン色彩設定：甲斐けいこ
- 色彩設定：中野倫明
- プロデューサー：岡崎千代（テレビせとうち）、田口智幸（ビックウエスト）、梅原勝（葦プロダクション）
- 監督：遠藤徹哉（えんどうてつや）
- 動画チェック：中尾友治、真鍋誠、宮地誠、高橋和彦、浅沼昭弘、雷音頭、サムタック
- 色指定：中野倫明、樽川浩子
- 仕上検査：国分優美子、小作由美子、長谷川孝志
- 仕上：GPE、新友動画、銀河プロ、映進動画、スタジオジュニオ
- イラスト協力：服部圭一郎
- 特殊効果：マリックス、菅原利香
- 美術助手：鈴木慶太
- 背景：宇利プロダクション、催スタジオ
- 撮影：ACCプロダクション、スタジオパートナー、天平フィルム
- 編集：辺見俊夫、山森重之（JAY FILM）
- 効果：野口透、甲斐雅人（アニメサウンドプロダクション）
- ミキサー：小原吉男
- 録音：整音スタジオ
- タイトル：マキ・プロ
- 現像：東京現像所
- 協力：スタジオジャイアンツ
- 音楽協力：サンミュージック出版、ポニーキャニオン
- コーディネーター：角谷哲生
- サブキャラクター設定：金津賀哲、新羽高一浪、千羽由利子、広田正志、深沢幸司、長森佳容、安東信悦、福田皓
- 制作進行：福島健人、小澤一由、関本美津子、乙須克寛、三多正泰、岡田章、安部吉晴
- 製作：テレビせとうち、ビックウエスト、葦プロダクション

## 放映リスト
| 話 | 放映日        | サブタイトル               | 脚本              | 絵コンテ     | 演出         | 作画監督        |
| -- | ------------- | -------------------------- | ----------------- | ------------ | ------------ | --------------- |
| 1  | 1992年 2月3日 | こんにちは! 私マリーベル   | 遠藤徹哉          | 遠藤徹哉     | 遠藤徹哉     | 広田正志        |
| 2  | 2月10日       | お隣さんは花嫌い           | 三井秀樹          | 土蛇我現     | 日下直義     | 新羽高一浪      |
| 3  | 2月17日       | らく書き天国こんにちは     | やまだやすのり    | 吉田浩       | 吉田浩       | 千羽由利子      |
| 4  | 2月24日       | やっぱりケンはパパの子だ   | 立川元教          | 広田正志     | 勝亦祥視     | 広田正志        |
| 5  | 3月2日        | サニーベルの思い出の木     | 町田知之          | 土蛇我現     | 日下直義     | 深沢幸司        |
| 6  | 3月9日        | 50万年目のケンカ           | 三井秀樹          | 吉田浩       | 吉田浩       | 長森佳容        |
| 7  | 3月16日       | 大好き! ジュリア!          | やまだやすのり    | 広田正志     | 勝亦祥視     | 広田正志        |
| 8  | 3月23日       | はばたけピッチー大空へ     | 町田知之          | 高橋ナオヒト | 安東信悦     | 新羽高一浪      |
| 9  | 3月30日       | 妖精たちの桜祭り           | 三井秀樹          | 土蛇我現     | 日下直義     | 千羽由利子      |
| 10 | 4月6日        | 妖精ハンター・ジート登場!  | 小山高生          | 吉田浩       | 吉田浩       | 長森佳容        |
| 11 | 4月13日       | マリーベルのCMコンテスト   | 三井秀樹          | 広田正志     | 勝亦祥視     | 広田正志        |
| 12 | 4月20日       | フラワーハウスの大事件     | 町田知之          | 高橋ナオヒト | 高橋ナオヒト | 深沢幸司        |
| 13 | 4月27日       | 想い出のオモチャはど〜こ?  | やまだやすのり    | 土蛇我現     | 日下直義     | 新羽高一浪      |
| 14 | 5月4日        | ボンゴの母の日プレゼント   | 高橋義昌          | 吉田浩       | 吉田浩       | 長森佳容        |
| 15 | 5月11日       | ユーリに恋した王子さま     | 三井秀樹          | 広田正志     | 勝亦祥視     | 千羽由利子      |
| 16 | 5月18日       | うちのパパはゲーム作家     | 町田知之          | 安東信悦     | 安東信悦     | 深沢幸司        |
| 17 | 5月25日       | ジートのわるだくみ         | 小山高生          | 土蛇我現     | 日下直義     | 新羽高一浪      |
| 18 | 6月1日        | ボンゴとタップの大航海!?   | 高橋義昌          | 吉田浩       | 吉田浩       | 長森佳容        |
| 19 | 6月8日        | キャンプは楽し!            | やまだやすのり    | 高橋ナオヒト | 高橋ナオヒト | 千羽由利子      |
| 20 | 6月15日       | 友情の一輪車レース         | 三井秀樹          | 広田正志     | 勝亦祥視     | 広田正志        |
| 21 | 6月22日       | 星の国から来たポーラ       | やまだやすのり    | 土蛇我現     | 日下直義     | 深沢幸司        |
| 22 | 6月29日       | ケンの初めてのお使い       | 清水定彦 小山高生 | 安東信悦     | 勝亦祥視     | 安東信悦        |
| 23 | 7月6日        | 迷子の迷子の人魚姫         | 町田知之          | 吉田浩       | 吉田浩       | 長森佳容        |
| 24 | 7月13日       | またまたジートがやってきた | 三井秀樹          | 広田正志     | 日下直義     | 広田正志        |
| 25 | 7月20日       | ユーリといたずらイルカ     | 高橋義昌          | 高橋ナオヒト | 勝亦祥視     | 新羽高一浪      |
| 26 | 7月27日       | いるかいないかフェニックス | 遠藤徹哉          | 遠藤徹哉     | 遠藤徹哉     | 新井豊 広田正志 |
| 27 | 8月3日        | マリーベルの絵本           | 町田知之          | 土蛇我現     | 日下直義     | 千羽由利子      |
| 28 | 8月10日       | ビビアンと子猫のチャチャ   | やまだやすのり    | 吉田浩       | 吉田浩       | 長森佳容        |
| 29 | 8月17日       | ゆうれい屋敷の古時計       | 小山高生          | 広田正志     | 勝亦祥視     | 広田正志        |
| 30 | 8月24日       | 迷いの森のビビアン         | 高橋義昌          | 広田正志     | 日下直義     | 深沢幸司        |
| 31 | 8月31日       | フラワードアで大混乱       | 町田知之          | 高橋ナオヒト | 高橋ナオヒト | 新羽高一浪      |
| 32 | 9月7日        | テーブルランプを取り返せ   | やまだやすのり    | 吉田浩       | 吉田浩       | 千羽由利子      |
| 33 | 9月14日       | マリーベルのパパとママ     | 三井秀樹          | 高橋ナオヒト | 勝亦祥視     | 深沢幸司        |
| 34 | 9月21日       | お菓子の家とおかしな二人   | 小山高生          | 広田正志     | 日下直義     | 広田正志        |
| 35 | 9月28日       | 子供になったローズさん     | 高橋義昌          | 安東信悦     | 安東信悦     | 長森佳容        |
| 36 | 10月5日       | マリーベルの月世界旅行     | 荒木憲一          | 土蛇我現     | 日下直義     | 新羽高一浪      |
| 37 | 10月12日      | ケンと2本角のユニコーン    | 町田知之          | 吉田浩       | 吉田浩       | 千羽由利子      |
| 38 | 10月19日      | タンバリンがつかまった!    | 小山高生          | 吉田浩       | 勝亦祥視     | 広田正志        |
| 39 | 10月26日      | タンバリン救出大作戦!      | 小山高生          | 安東信悦     | 安東信悦     | 深沢幸司        |
| 40 | 11月2日       | コスモスの妖精を捜して     | 高橋義昌          | 高橋ナオヒト | 高橋ナオヒト | 長森佳容        |
| 41 | 11月9日       | がんばれ! 愛のキューピット | やまだやすのり    | 吉田浩       | 吉田浩       | 新羽高一浪      |
| 42 | 11月16日      | 誘拐されたビビアン!?       | 荒木憲一          | 勝亦祥視     | 勝亦祥視     | 広田正志        |
| 43 | 11月23日      | 雪の降る日の願いごと       | 高橋義昌          | 広田正志     | 日下直義     | 千羽由利子      |
| 44 | 11月30日      | トゲトゲ草パニック         | 町田知之          | 安東信悦     | 安東信悦     | 広田正志        |
| 45 | 12月7日       | 不思議の国のマリーベル     | やまだやすのり    | 吉田浩       | 吉田浩       | 新羽高一浪      |
| 46 | 12月14日      | ジジベルサンタの大騒動     | 荒木憲一          | 広田正志     | 日下直義     | 広田正志        |
| 47 | 12月21日      | がんばれ! タンバリン       | 遠藤徹哉          | 高橋ナオヒト | 高橋ナオヒト | 千羽由利子      |
| 48 | 1993年 1月4日 | サニーベルの一大事         | 三井秀樹          | 勝亦祥視     | 勝亦祥視     | 藍田草介        |
| 49 | 1月11日       | マリーベルと聖なる樹       | 三井秀樹          | 安東信悦     | 日下直義     | 新羽高一浪      |
| 50 | 1月18日       | 夢をあなたに               | 三井秀樹          | 吉田浩       | 吉田浩       | 広田正志        |

## 放送局
| 放送地域       | 放送局             | 放送期間                      | 放送時間           | 放送系列       | 備考                                                     |
| -------------- | ------------------ | ----------------------------- | ------------------ | -------------- | -------------------------------------------------------- |
| 岡山県・香川県 | テレビせとうち     | 1992年2月3日 - 1993年1月18日  | 月曜 18:00 - 18:30 | テレビ東京系列 | 制作局                                                   |
| 北海道         | テレビ北海道       | 1992年2月3日 - 1993年1月18日  | 月曜 18:00 - 18:30 | テレビ東京系列 |                                                          |
| 愛知県         | テレビ愛知         | 1992年2月3日 - 1993年1月18日  | 月曜 18:00 - 18:30 | テレビ東京系列 |                                                          |
| 大阪府         | テレビ大阪         | 1992年2月3日 - 1993年1月18日  | 月曜 18:00 - 18:30 | テレビ東京系列 |                                                          |
| 関東広域圏     | テレビ東京         | 1992年2月3日 - 1993年1月18日  | 月曜 18:00 - 18:30 | テレビ東京系列 |                                                          |
| 福岡県         | TXN九州            | 1992年2月3日 - 1993年1月18日  | 月曜 18:00 - 18:30 | テレビ東京系列 | 現：TVQ九州放送                                          |
| 広島県         | テレビ新広島       |                               |                    | フジテレビ系列 |                                                          |
| 石川県         | 石川テレビ         | 1992年2月11日 - 1993年1月26日 | 火曜 16:00 - 16:30 | フジテレビ系列 |                                                          |
| 熊本県         | テレビ熊本         | - 1993年2月22日               | 月曜 16:30 - 17:00 | フジテレビ系列 |                                                          |
| 山口県         | テレビ山口         |                               |                    | TBS系列        |                                                          |
| 富山県         | チューリップテレビ | 1992年2月27日 - 1993年2月18日 | 木曜 16:00 - 16:30 | TBS系列        | 当番組放送のため『ジャンケンマン』の放送が中断していた。 |
| 山形県         | テレビユー山形     |                               |                    | TBS系列        |                                                          |
| 静岡県         | 静岡放送           |                               |                    | TBS系列        |                                                          |
| 青森県         | 青森放送           |                               | 日曜 6:00 - 6:30   | 日本テレビ系列 |                                                          |
| 福島県         | 福島中央テレビ     |                               | 木曜 17:00 - 17:30 | 日本テレビ系列 |                                                          |
| 京都府         | KBS京都            |                               | 金曜 17:55 - 18:25 | 独立放送局     |                                                          |
| 宮城県         | 東日本放送         |                               | 水曜 17:00 - 17:30 | テレビ朝日系列 |                                                          |

## 逸話
- 「月刊OUT」に初期設定が掲載された事がある。それによると、企画段階のマリーベルは花の上に乗れるほど体が小さく、逆にタンバリンは人間大で少年の姿をしていた。これら設定はDVD-BOXの解説書でみることができる。
- 2回目のDVD-BOX化において、マリーベル役の本多知恵子は解説書のインタビューの中で当時の思い出を語っているが、「呪文は自分の中で一番かわいい声で演じるよう努めていた。あの時期に主役で関われた事はとてもありがたく、自分にとってとても大事な作品である。」と言う趣旨の談話を残している。

## OVA
- 『花の魔法使いマリーベル　フェニックスのかぎ』

1992年8月8日公開。
テレビ版第26話に追加カットを加えて再編集し、ストーリーを劇場用に再構成したもの。配給は松竹。
同時上映は『楽しいムーミン一家　ムーミン谷の彗星（映画）』、『リトルツインズ ぼくらの夏が飛んでいく』

## 教育用フィルム
- 『マリーベルの交通安全』1993年
- 『マリーベルの火の用心 〜グラッときたらどうする〜』1993年

制作は東映・教育事業部。東映サイドより葦プロに話が持ちこまれ、葦プロ内部スタッフが東映の教育アニメの担当と共同で製作された。よってエンドクレジットには「製作協力　ビックウエスト、葦プロダクション」と表示されている。
VHS版、ベータマックス版、Uマチック版、公共施設向けの16ミリフィルム版も発売された。（※4方式共通で「上映権」が付属していた）

## 8cmシングルCD
ポニーキャニオンより発売。
歌：中嶋美智代。中嶋のシングルリリースとして発売。シングルジャケットサイズ12p小冊子歌詞 / 写真集添付。
- PCDA-00275：1992年1月29日発売  本作の図版はジャケット裏に印刷。

「思い出にもなれない」　作詞：小倉めぐみ　作曲：都志見隆　編曲：渡辺格 　
「きっと出来るね!」（C/W）　作詞：並河祥太　作曲・編曲：岩田雅之
- PCDA-00356：1992年9月18日発売 本作の図版は使用せず。

「思われている」　作詞：小倉めぐみ　作曲：都志見隆　編曲：新川博
「きらわれないように」（C/W）　作詞：小倉めぐみ　作曲：都志見隆　編曲:新川博

## サウンドトラックCD
ポニーキャニオンより発売。
- PCCG-00180：1992年7月17日発売

『花の魔法使いマリーベル　マリーベルと歌おう!』
- 主要BGM25曲（作・編曲　石黒孝子）のほか、主題歌含むボーカル曲4曲を収録。トラック2「魔法のテーマ」には、マリーベルのセリフ入り。

ボーカル曲は、『きっと出来るね!』、『私! マリーベル』、『とっても素敵 マリーベル』、『思い出にもなれない』を収録。
『思われている』が未収録である。
- 主要声優陣のサイン（印刷、縮小版）が、CDサイズ色紙にて同梱されている。
- ライナーノートには遠藤監督の本作解説「マリーベル誕生物語」を収録。

## 出版物
- ケイブンシャの大百科521　『魔法のヒロインひみつ大百科』、1993年2月17日　雑誌コード　63551-53

グラビア、キャラクター・舞台設定、各話紹介・放送リスト、主題歌歌詞、グッズ（CD　ビデオ）紹介など。
ミンキーモモ（二期）も同様にページが割かれている。セーラームーン（一期、グラビアのみ）、うたう!大龍宮城（グラビア、人物紹介レベル）も掲載。

## 文具類
ぬりえやスケッチブックなどが、セイカノートから発売された。

## ビデオ/DVD-BOX
ビデオ（VHS） 　
『花の魔法使いマリーベル』
第1巻から第6巻まで発売。第1話、第3話、第7話、第9話、第11話、第18話が各巻1話ずつ収録されている。各巻の収録時間は約25分。
発売日：1992年
発売元：ヒーローコミュニケーションズ（バンダイビジュアル）
※カラー16ミリフィルム、光学音声、モノラル、1吋CタイプVTR（アナログ）。
※このVHSビデオソフトは本放送時の放送マザー（1吋CタイプVTR）を共用して製品マザーとしている。
劇場版『花の魔法使いマリーベル　フェニックスのかぎ』
発売日：1992年11月
発売元：バンダイビジュアル/ヒーローコミュニケーションズ（品番：BVLL-512）
※レーザーディスク製品仕様：CLV片面ディスク、収録時間40分、カラー、NTSC、デジタルステレオ音声、CX方式アナログステレオ音声。
※カラー35ミリフィルム（ニュープリント）、磁気音声、ステレオ、デジタルD-2マザー。
DVD-BOX　
『花の魔法使いマリーベル DVD-BOX1』
『花の魔法使いマリーベル DVD-BOX2』
発売日：[BOX-1]2004年3月　GNBA-1022・1話から25話、教育用フィルム2作品　収録  /  [BOX2] 2004年6月　GNBA-1023・26話から50話、劇場版　収録　解説書（24p）同梱
発売元：ジェネオンエンタテインメント
外装BOXイラスト:中嶋敦子
※カラー16ミリフィルム（ニュープリント）、磁気音声、モノラル、デジタルコンポーネントニューマザー。
※このDVD化に関し、たのみこむにおいて、ファンによる熱心な全話DVD化 実現化活動がなされている。いずれも廃盤。
『花の魔法使いマリーベル DVD-BOX（初回生産限定）』
1BOX化は初。マリーベルの絵本に装丁を似せた解説書（32p）添付。初版限定で本多知恵子の直筆サイン色紙が同梱。
内容はほぼジェネオン版と同等。教育用フィルム2作品、劇場版も収録されている。ただし本編にはアイキャッチがない。
外装BOXイラスト:千羽由利子、中ジャケットイラスト:大貫健一
発売日：2009年12月　KIBA-91688-91696　
発売元：スターチャイルド
※カラー16ミリフィルム（ニュープリント）、磁気音声、モノラル、デジタルコンポーネントニューマザー。